# The Spectator
The Spectator es una revista semanal británica publicada por vez primera el 6 de julio de 1828. Sus propietarios son David y Frederick Barclay, que también son dueños del Daily Telegraph.
Sus ámbitos principales son la política y la cultura. Su línea editorial es generalmente conservadora y de centro-derecha, aunque algunos de sus colaboradores regulares como Frank Field y Martin Bright, con antecedentes del Partido Laborista, o como Martin Bright, de The Guardian, escriben desde una perspectiva más de izquierda.  La revista también tiene extensas secciones dedicadas al arte, donde se escribe sobre libros, música, ópera y críticas de cine y televisión. A finales de 2008, se lanzó Spectator Australia, que ofrece 12 páginas de «contenido únicamente australiano» (incluyendo una página editorial especial) además del contenido británico completo. La revista tenía para 2008, una circulación de 77 146.
Ser editor de The Spectator a menudo formó parte de la ruta a los altos cargos en el Partido Conservador; algunos de sus antiguos redactores incluyen a Iain Macleod, Ian Gilmour y Nigel Lawson, todos ellos llegaron a ser ministros. Ser editor también puede resultar un trampolín para conseguir algún cargo público, como sucedió con Boris Johnson, el alcalde conservador de Londres elegido en 2008.